# Inachidae
Famille
Les Inachidae sont une famille de crabes du groupe des Majoidea. Elle comprend plus de 200 espèces actuelles et une dizaine de fossiles dans 39 genres.

## Description et caractéristiques
Ce sont des crabes dits « crabes-araignées », du fait que leurs pattes sont généralement beaucoup plus longues que le corps. Comme pour toutes les familles du groupe des Majoidea, le céphalothorax est plus long que large, parfois terminé par un rostre. 
Dans cette famille en particulier, les yeux sont dépourvus d'orbites, mais situés au bout d'un pédoncule parfois long, et rarement rétractile. Les antennes sont généralement courtes et fines.  

## Liste des genres
Selon World Register of Marine Species (25 octobre 2015) :
- genre Achaeopsis Stimpson, 1857
- genre Achaeus Leach, 1815
- genre Anisonotus A. Milne-Edwards, 1879
- genre Anomalothir Miers, 1879
- genre Bothromaia Williams & Moffitt, 1991
- genre Calypsachaeus Manning & Holthuis, 1981
- genre Camposcia Latreille, 1829
- genre Capartiella Manning & Holthuis, 1981
- genre Chalaroachaeus de Man, 1902
- genre Chorinachus Griffin & Tranter, 1986
- genre Coryrhynchus Kingsley, 1879
- genre Cyrtomaia Miers, 1886
- genre Dorhynchus Thomson, 1873
- genre Dumea Loh & Ng, 1999
- genre Encephaloides Wood-Mason & Alcock, 1891
- genre Ephippias Rathbun, 1918
- genre Ergasticus A. Milne-Edwards, 1882
- genre Ericerodes Rathbun, 1897
- genre Erileptus Rathbun, 1893
- genre Eucinetops Stimpson, 1860
- genre Eurypodius Guérin, 1825
- genre Grypachaeus Alcock, 1895
- genre Inachus Weber, 1795
- genre Litosus Loh & Ng, 1999
- genre Macrocheira De Haan, 1839
- genre Macropodia Leach, 1814
- genre Metoporhaphis Stimpson, 1860
- genre Oncinopus De Haan, 1839
- genre Paratymolus Miers, 1879
- genre Physachaeus Alcock, 1895
- genre Platymaia Miers, 1886
- genre Pleistacantha Miers, 1879
- genre Podochela Stimpson, 1860
- genre Prosphorachaeus Takeda & Miyake, 1969
- genre Pseudocollodes Rathbun, 1911
- genre Rhinospinosa Griffin & Tranter, 1986
- genre Stenorhynchus Lamarck, 1818
- genre Sunipea Griffin & Tranter, 1986
- genre Trichoplatus A. Milne-Edwards, 1876
- genre Vitjazmaia Zarenkov, 1994

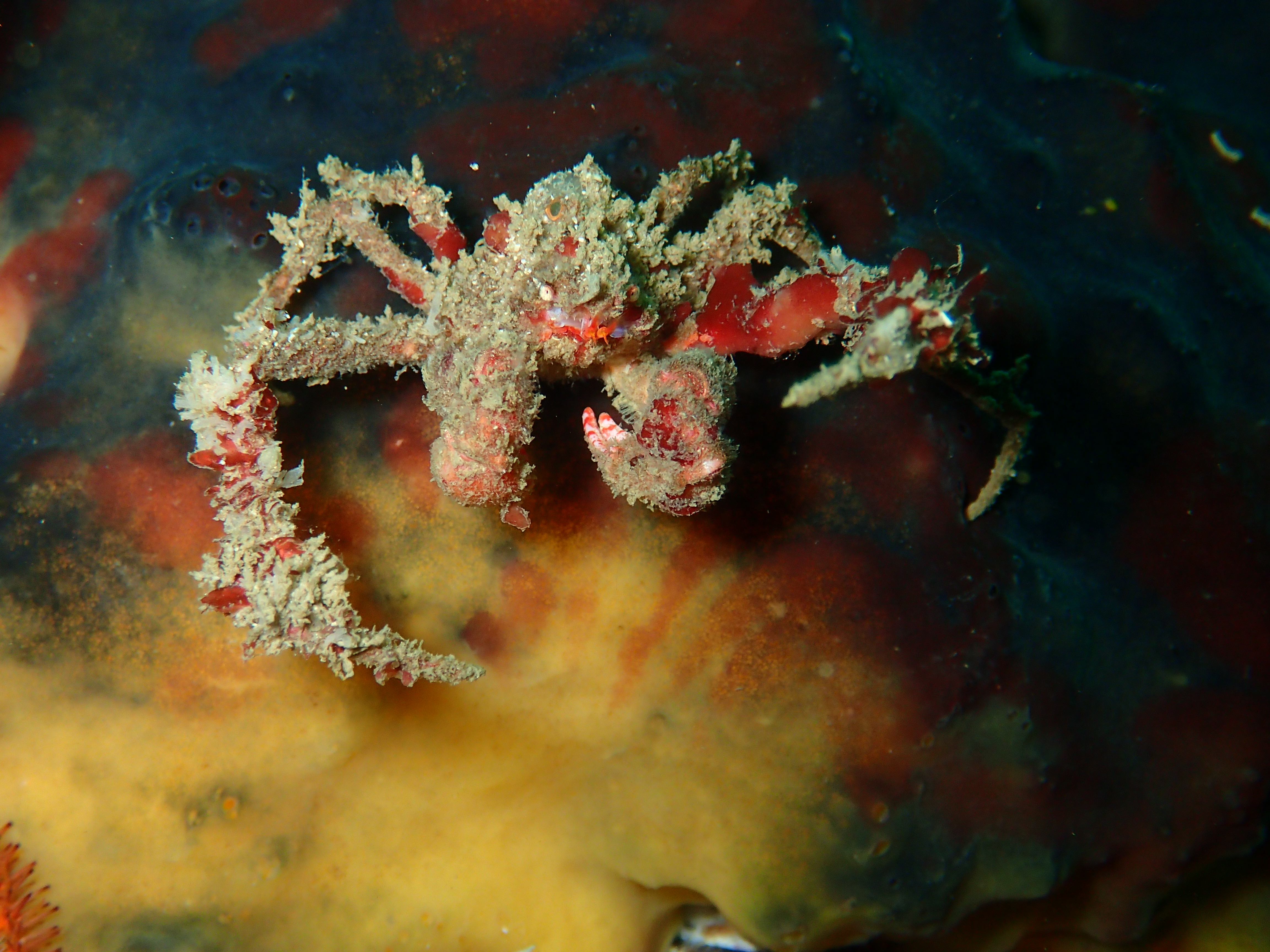
Achaeopsis spinulosa
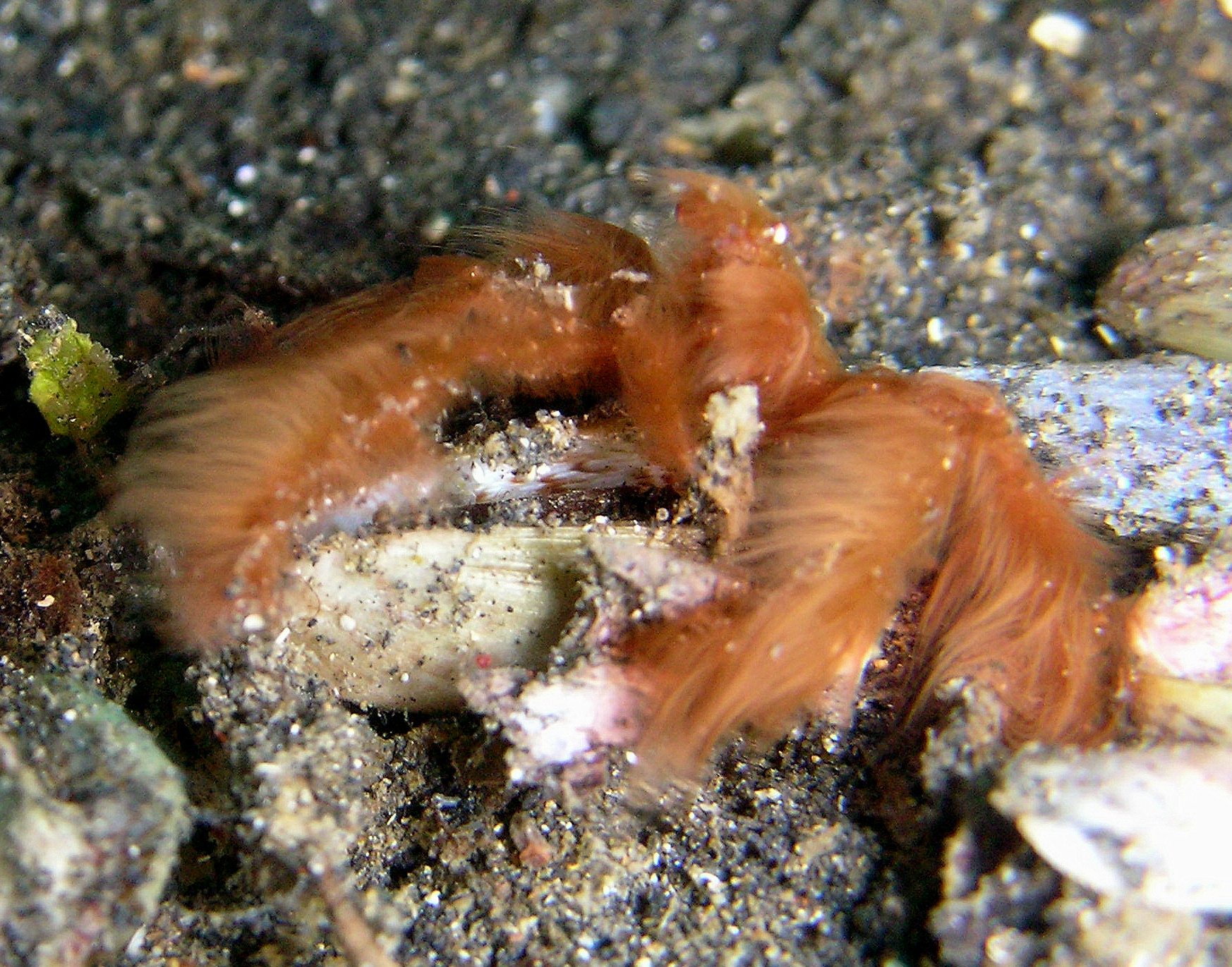
Achaeus japonicus (« crabe orang-outan »)
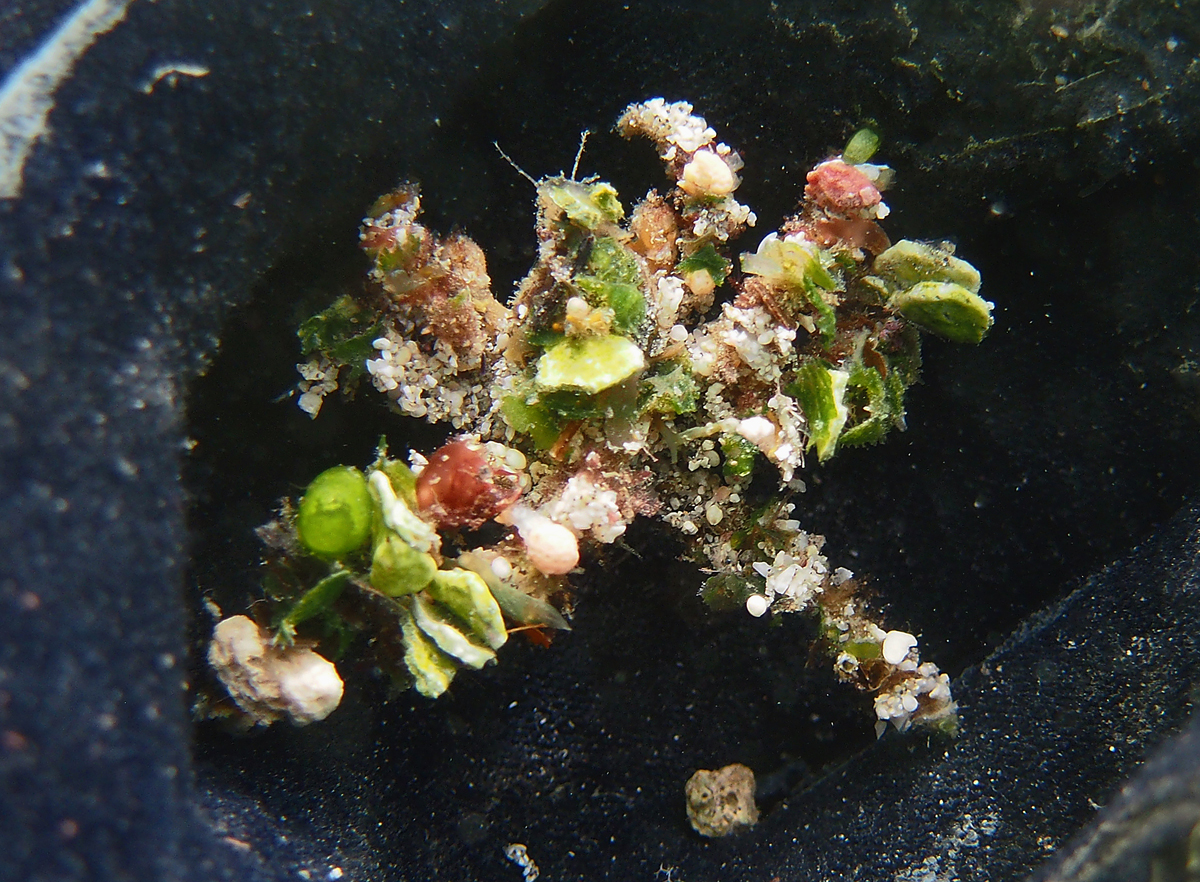
Camposcia retusa
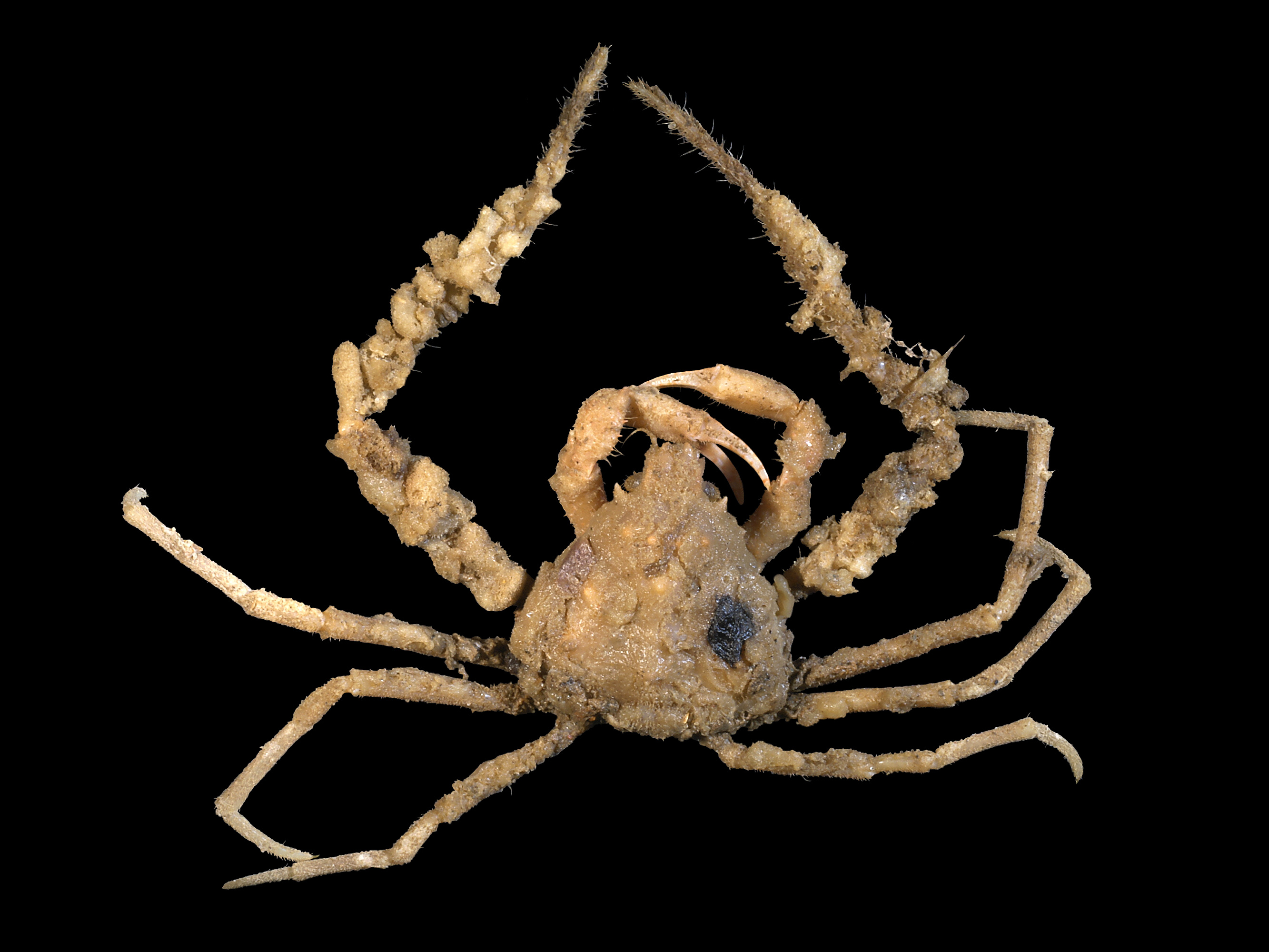
Inachus dorsettensis
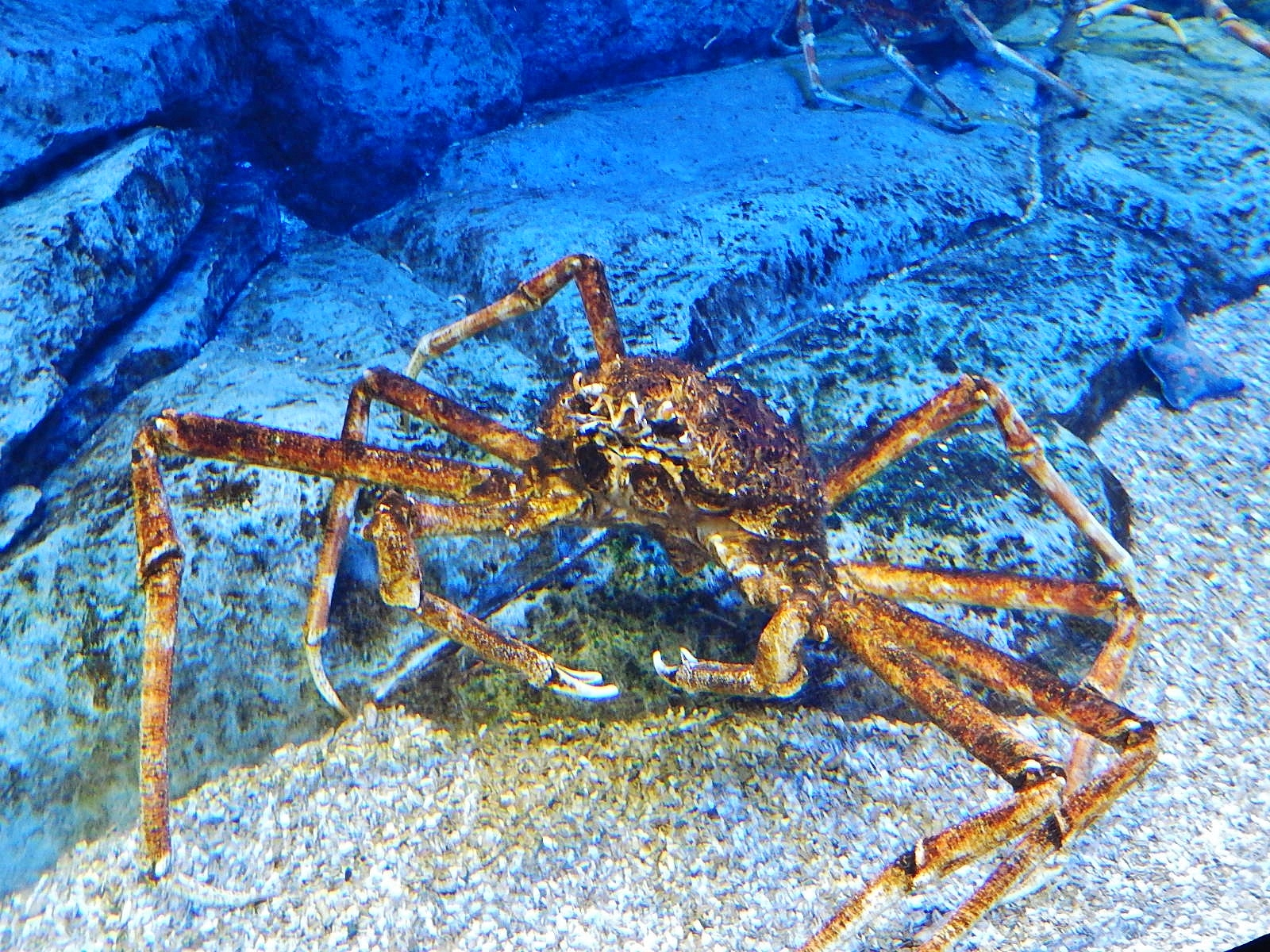
Macrocheira kaempferi
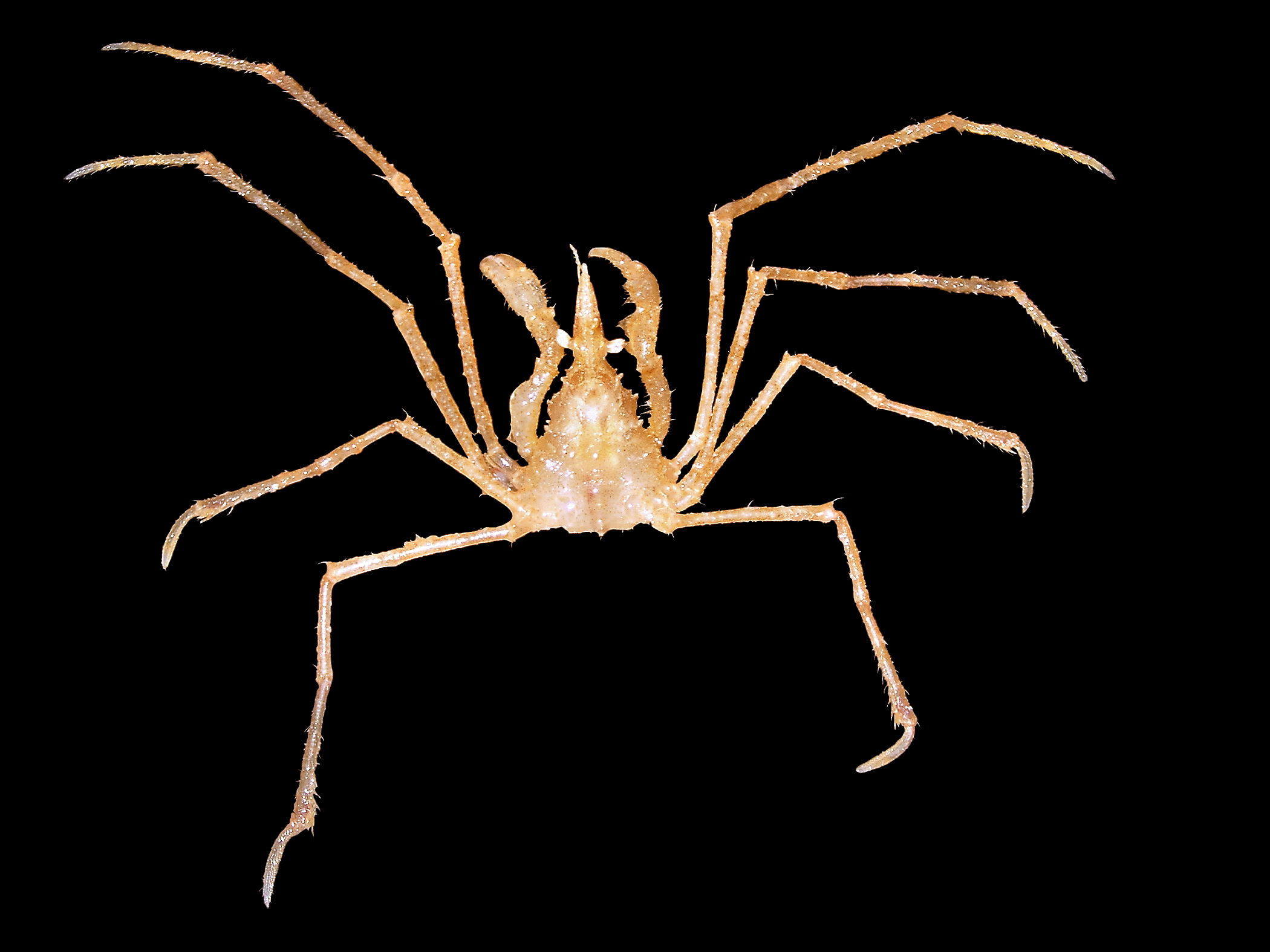
Macropodia rostrata
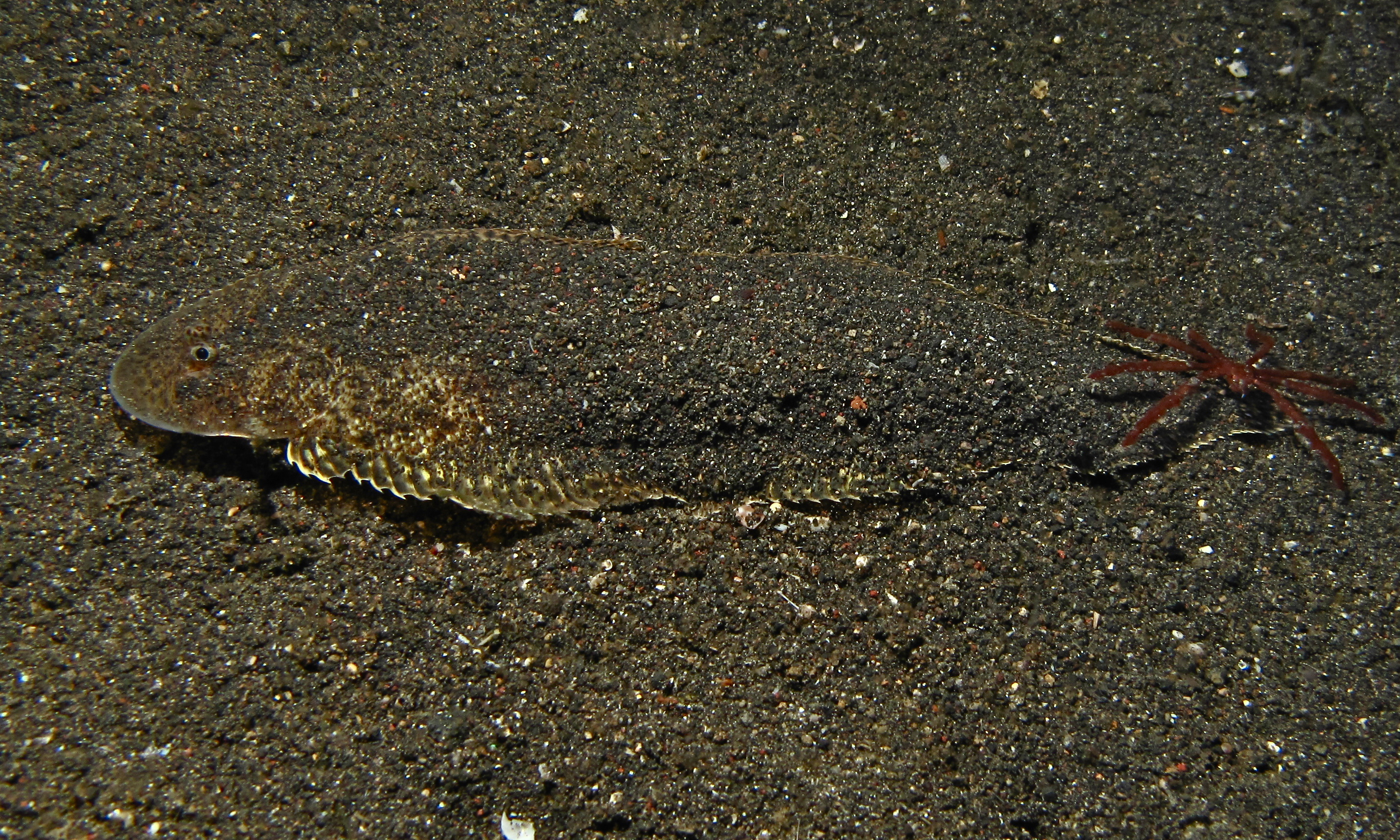
Oncinopus aranea
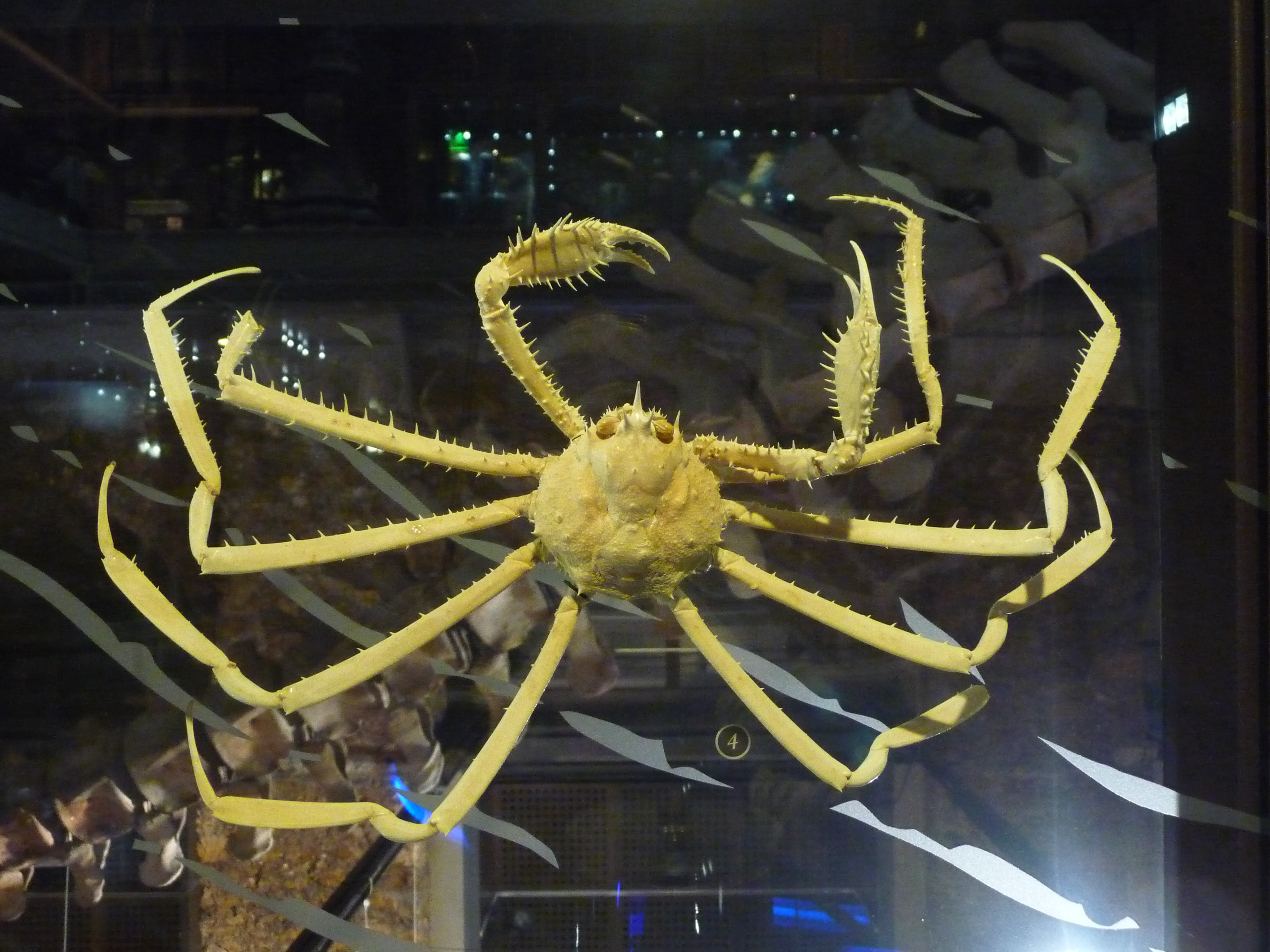
Platymaia rebierei
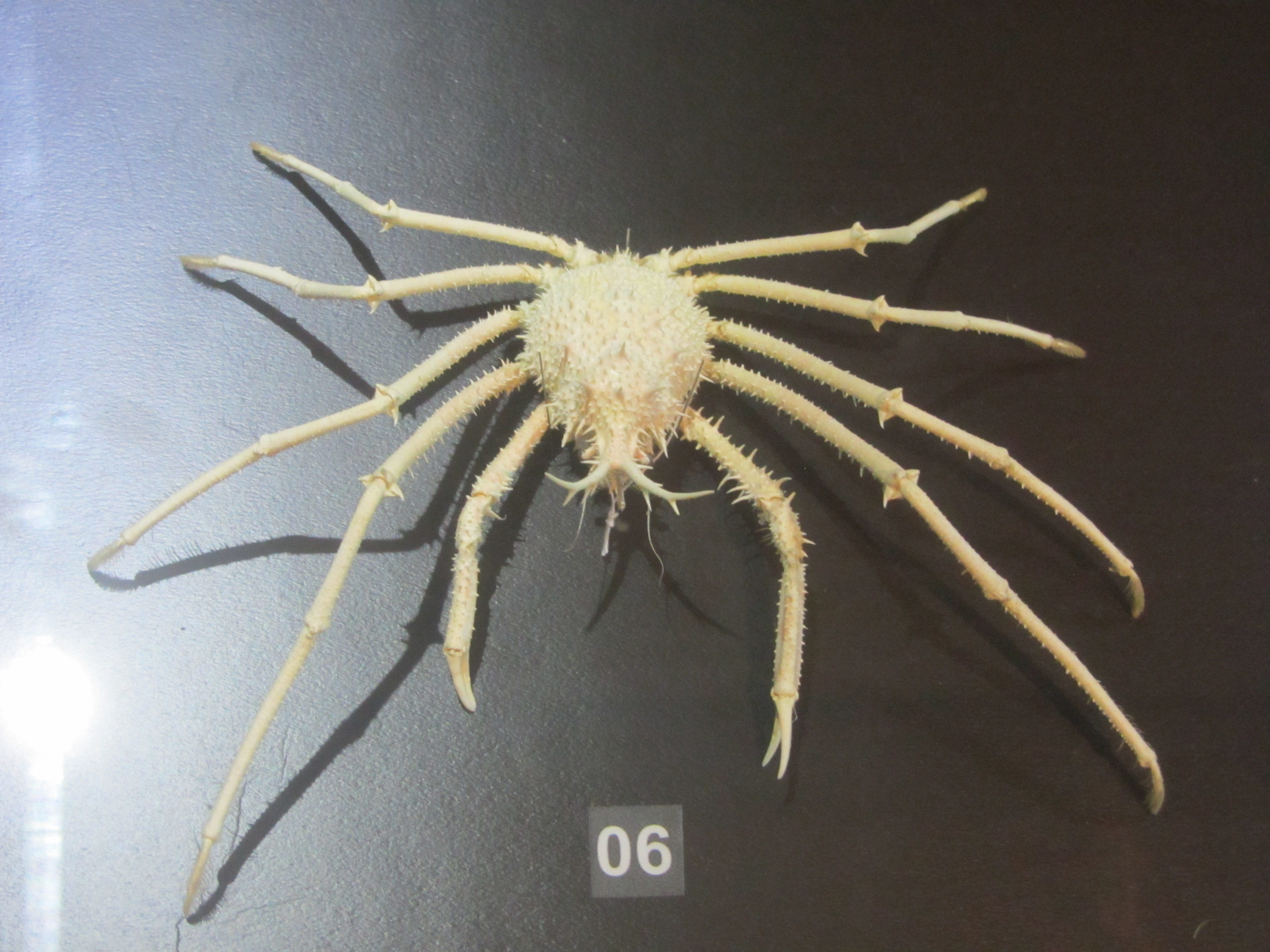
Pleistacantha oryx
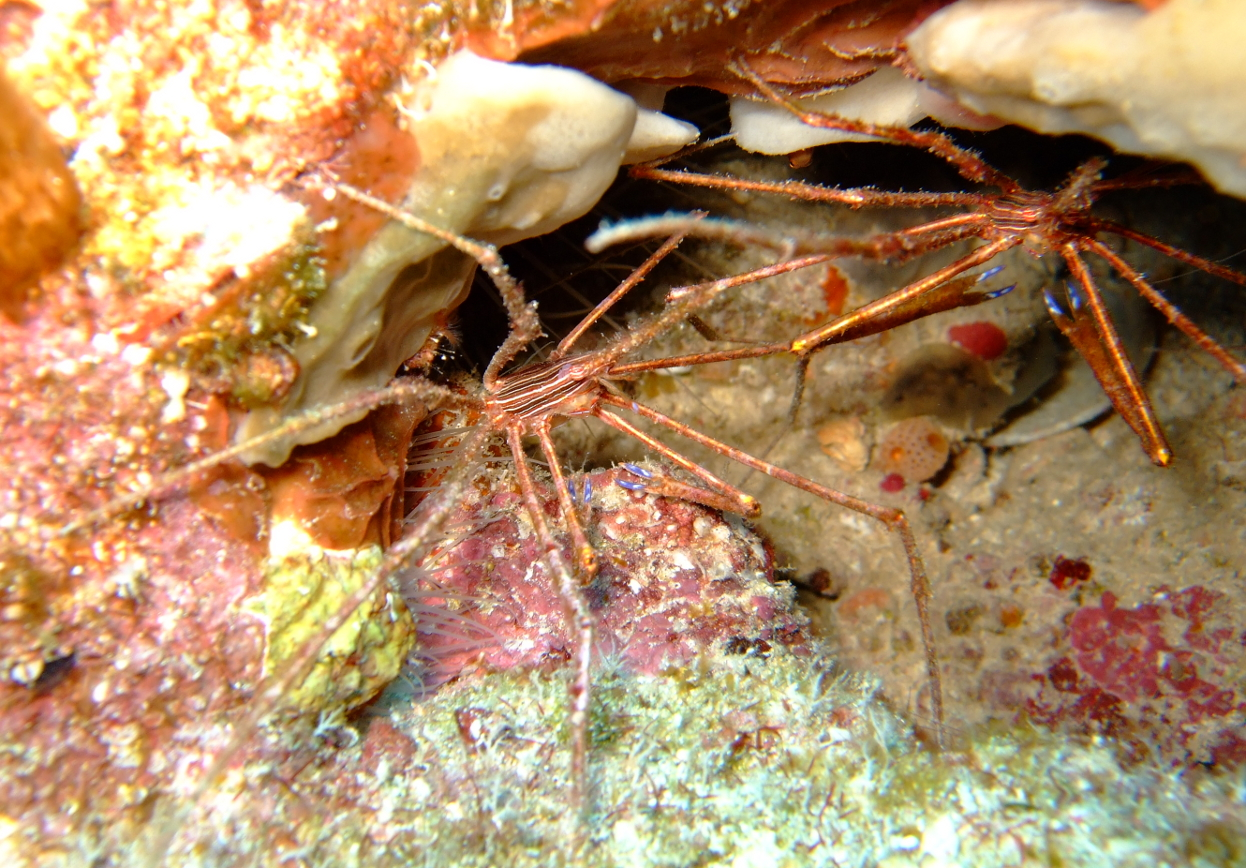
Stenorhynchus seticornis

## Référence
- Macleay, 1838 : On the brachyurous decapod Crustacea brought from the Cape by Dr. Smith. Illustrations of the Annulosa of South Africa; being a portion of the objects of natural history chiefly collected during an expedition into the interior of South Africa, under the direction of Dr. Andrew Smith, in the years 1834, 1835. and 1836; fitted out by “The Cape of Good Hope Association for Exploring Central Africa”. p. 53–71.

## Sources
- Ng, Guinot & Davie, 2008 : Systema Brachyurorum: Part I. An annotated checklist of extant brachyuran crabs of the world. Raffles Bulletin of Zoology Supplement, n. 17, p. 1–286.
- De Grave & al., 2009 : A Classification of Living and Fossil Genera of Decapod Crustaceans. Raffles Bulletin of Zoology Supplement, n. 21, p. 1-109.